# Maslenitsa
Pour l’article homonyme, voir Maslenitsa (tableau de Koustodiev).
 (novembre 2016).
Si vous disposez d'ouvrages ou d'articles de référence ou si vous connaissez des sites web de qualité traitant du thème abordé ici, merci de compléter l'article en donnant les références utiles à sa vérifiabilité et en les liant à la section « Notes et références ».

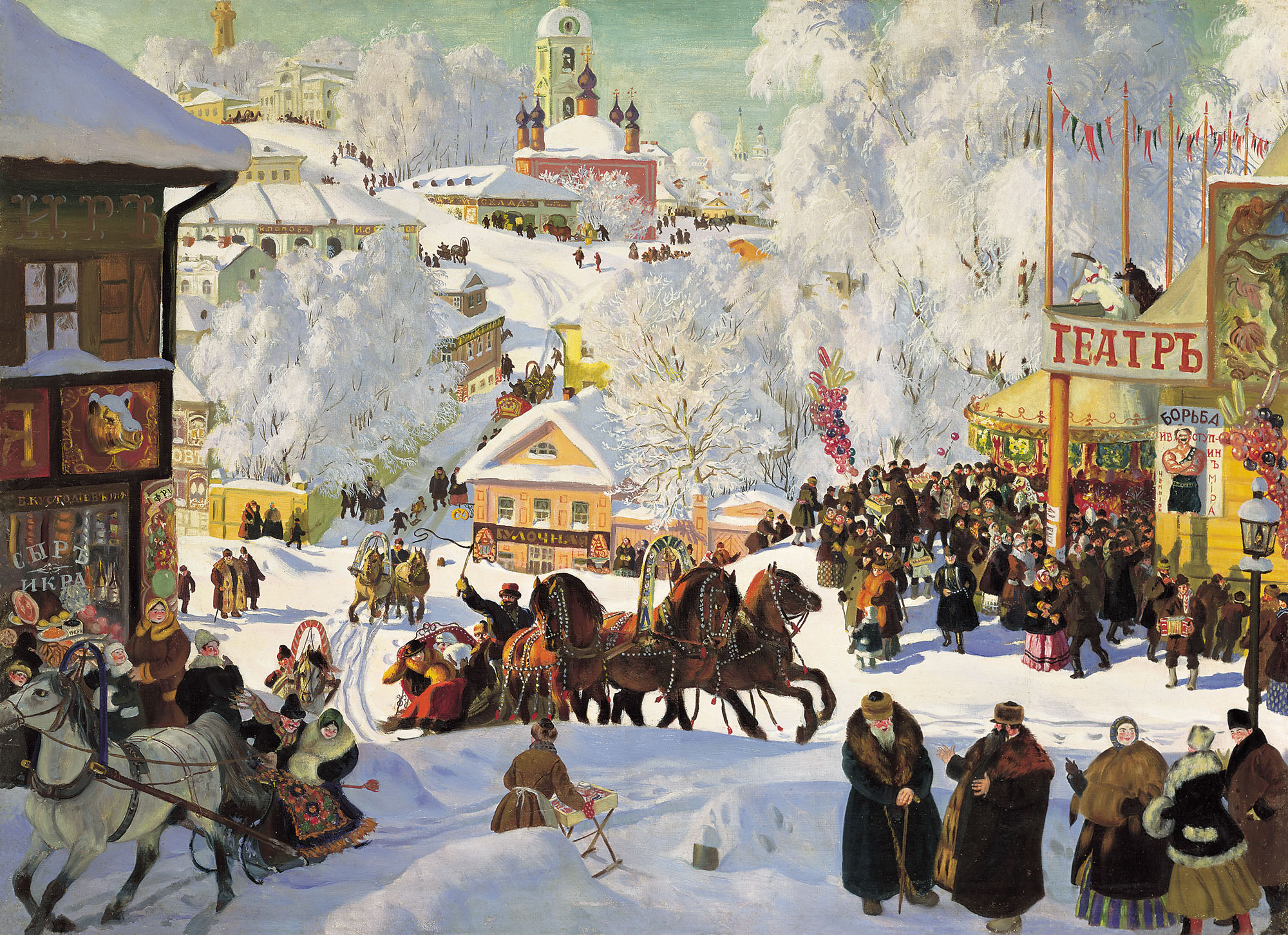
Boris Koustodiev, Mardi de Maslenitsa, 1919.

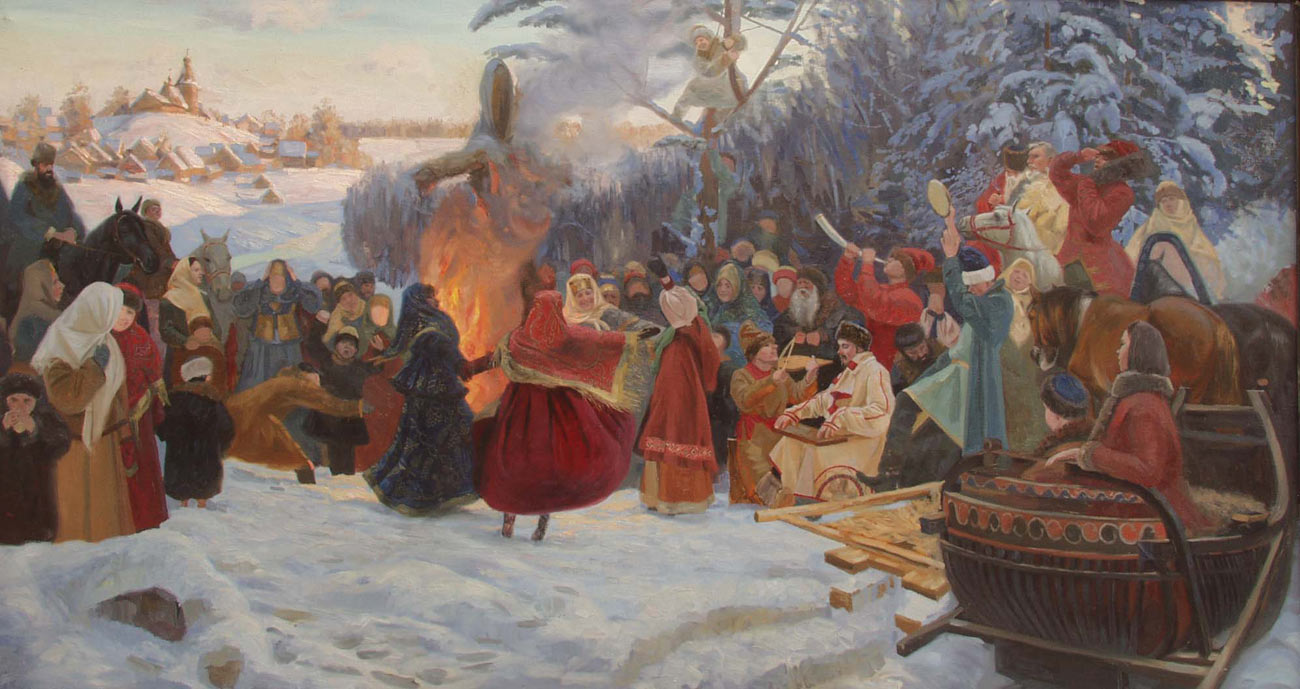
Semion Kojine, Maslenitsa. Adieu à l'hiver. La Russie XVIIe siècle. Huile sur canevas. 120 x 205 cm.

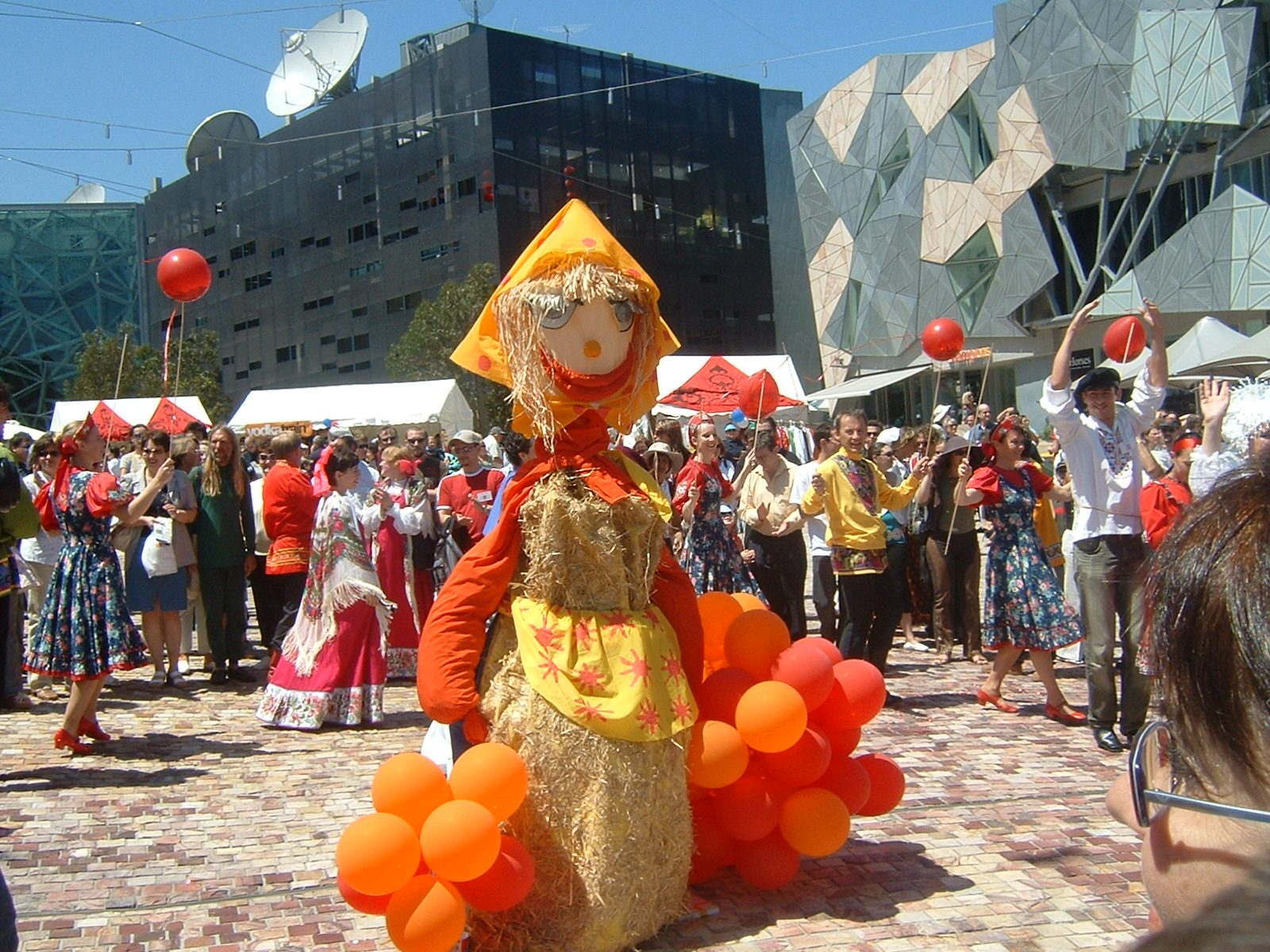
Célébration de Maslenitsa en Australie. Federation Square, Melbourne, 5 février 2006, trois semaines avant le début de la vraie Maslenitsa. L'effigie est Kostroma, ou Dame Maslenitsa.

Maslenitsa (biélorusse : Масленіца; russe : Масленица; rusyn : Пущаня; ukrainien : Масляна ou Масниця) ou la fête du gras, est une fête folklorique slave orientale qui date de l'ère païenne. Elle est célébrée la semaine précédant le Grand Carême orthodoxe (sept semaines avant Pâques) et a donc lieu entre mi-février et mi-mars. Elle est l'équivalent slave oriental du Carnaval.

## Origines et célébrations
Maslenitsa a une double ascendance : païenne et chrétienne. Du côté païen, Maslenitsa fut une fête héliocentrique, célébrant la fin imminente de l'hiver.
Du côté chrétien, Maslenitsa est la dernière semaine avant le Grand Carême. La viande étant déjà interdite aux chrétiens orthodoxes pendant la semaine de Maslenitsa, elle est une miassopoustnaïa nedelia (мясопустная неделя) - semaine sans viande. La viande, le poisson, les produits laitiers et les œufs sont interdits pendant le carême. De plus, les fêtes sont elles aussi interdites ; donc, la Maslenitsa représente la dernière possibilité de faire la fête avant le Carême.
Les éléments indispensables de la Maslenitsa sont les blinis, des crêpes qui sont faites avec des ingrédients interdits par la tradition orthodoxe pendant le Carême : le beurre, les œufs et le lait.
La Maslenitsa ce sont aussi des bals masqués, des batailles de boules de neige, des courses en toboggan, des jeux de balançoire, et des promenades en troïka. Dans certaines régions, chaque jour de la semaine de la fête de la Maslenitsa a son activité traditionnelle : un jour pour se promener en troïka, un autre pour que le gendre rende visite à ses beaux-parents, un autre pour rendre visite à son parrain, etc.
La "mascotte" de la Maslenitsa est en général une effigie habillée de couleurs vives (rouge, orange, jaune…) qui s'appelle La Dame de la Maslenitsa, autrefois Kostroma.
La fête s'achève en apothéose le dimanche soir quand "la Dame de la Maslenitsa" est déshabillée et brûlée sur un feu de joie et ses cendres sont enterrées dans la neige afin de fertiliser la terre. A la fin de la fête de la Maslenitsa commence le "Grand Carême". Le dernier jour de la fête de la Maslenitsa est le "Dimanche du Pardon" et pour les orthodoxes pratiquants c'est le dernier jour où ils peuvent consommer des produits laitiers, du poisson, du vin et de l'huile.
Le folkloriste Nikolaï Ontchoukov (1872-1942) a consacré un essai aux jeux de la fête de la Maslenitsa dans le kraï de Perm.
Le peintre Vassili Sourikov a réalisé en 1891 un tableau intitulé La Prise de la forteresse de neige qui représente la finale d'un jeu organisé traditionnellement le dernier jour de la fête de la Maslenitsa dans les villages proches de la ville de Krasnoïarsk.